# Анне (Естонія)
Анне (ест. Anne) — село в Естонії, входить до складу волості Антсла, повіту Вирумаа.